# Dennis Saemann
Dennis Saemann (* 16. Oktober 1982 in Dinslaken) ist ein deutscher Synchronsprecher.

## Werdegang
Dennis Saemann nahm 2004 an einem Synchronisations-Workshop teil und wurde daraufhin von anderen Synchronsprechern entdeckt. 2006 sprach er seine erste Rolle in Willkommen bei Pia Carrot. Daraufhin folgten weitere kleine Auftritte in Anime-Serien wie in Bleach oder Fullmetal Alchemist. Seit dem 19. Oktober 2010 spricht er die Hauptrolle der Serie Dance in the Vampire Bund und in zahlreichen anderen neuen Animations-Serien.

## Sprecher

### Synchronrollen
- 2006: Level C als Minoru Shinohara
- 2006: Willkommen bei Pia Carrot als Yusuke Kinoshita
- 2007: Black Blood Brothers als Yafuri Chao
- 2007: Fullmetal Alchemist als Ensemble
- 2007: Witchblade als Yagi
- 2008: Black Cat als Gilbas, Tim
- 2008: Fullmetal Alchemist – Der Film: Der Eroberer von Shamballa als Ensemble
- 2008: In a Distant Time – Der Traum der Hortensie als Tenma Morimura
- 2008: In a Distant Time – Ein Tanz im Mondlicht als Tenma Morimura
- 2008: In a Distant Time – Priesterin des weißen Drachens als Taira no Katsuzane
- 2008: Jyu Oh Sei als Ensemble
- 2008: Karas als Yōkai
- 2009: Bleach als Toshiro Hitsugaya
- 2009: Street Fighter II - ROUND ONE Fight als Trailer Stimme
- 2009: Voltron – Defender of the Universe als Keith
- 2010: Bleach: Memories of Nobody als Toshiro Hitsugaya
- 2010: Dance in the Vampire Bund als Akira Kaburagi
- 2010: Summer Wars als Takashi Sakuma
- 2011: Bleach - Diamond Dust Rebellion als Toshiro Hitsugaya
- 2011: Dick Figures Staffel 1 als  Blue, Red
- 2011: Dick Figures Staffel 2 als  Blue, Red
- 2011: Pure Mail Mr. Seppuku
- 2012: Blue Exorcist als Rin Okumura
- 2012: K Projekt  als Yata Misaki
- 2012: Dick Figures Staffel 3 als  Blue, Red
- 2012: Willkommen zurück bei Pia Carrot 2 Yusuke Kinoshita
- 2012 Goodwin vs. Badwin als Badwin
- 2013: Blue Exorcist - The Movie als Rin Okumura
- 2013: Dick Figures der Film als  Blue, Red, Lord Tourette, Waschbär, Sohn-San, Mr. Dingleberry, Frau-San, Enkel-San und Autotune-Biene
- 2013: Dick Figures Staffel 4 als  Blue, Red
- 2014: Dick Figures Staffel 5 als  Blue, Red
- 2014: Magi - The Labyrinth of Magic als Dorji
- 2014: Space Dandy als Meow's Bruder
- 2014: Tenkai Knights als Gen
- 2013: Post Nuclear Family als Troy
- 2016: Nisekoi: Liebe, Lügen & Yakuza a ls Raku Ichijou
- 2016: Yo-kai Watch als Alfred Neumeier
- 2017: Shirobako als Tarou Takanashi
- 2018: My Hero Academia als Eijirou Kirishima
- 2019: Haikyu!! als Yuu Nishinoya
- 2020: Fire Force als Shinra Kusakabe

### Spielfilme
- 2011: Three and Out als Diverse
- 2013: Battledogs als Diverse
- 2014: Crystal Fairy - Hangover in Chile als Jamie (Schauspieler: Michael Cera)

### Videospiele
- 2010: Halo Reach
- 2011: The Witcher 2: Assassins of Kings

### Sonstiges
- 2011: Webserie Dick Figures, Mondomedia San Francisco
- 2012: Hörspiel – Die 3 Fragezeichen Kids Adventskalender – Postraub im Morgengrauen
- 2012: Werbung Kinospot, Mercedes-Benz